# ボロコプター
ボロコプター有限会社（Volocopter GmbH；旧称E-Volo GmbH）は、ブルッフザールに拠点を置き（以前はカールスルーエ拠点）、AlexanderZoselとStephanWolfによって設立されたドイツの航空機メーカー。同社は、エアタクシー用の空飛ぶクルマの設計を専門とする。
CEOはFlorian Reuterと会長のStefan Klockeである。
世界で初めて電動マルチコプターの有人飛行試験に成功した企業として知られる。
2024年12月26日、ドイツ南西部カールスルーエの区裁判所に対し破産手続きの開始を申請した。今後は管財人の管理下で事業を続けながら、資金の確保を目指すという。 

## 歴史
2011年　同社は、ボロコプターVC1とボロコプターVC2の技術デモを、続いて2人乗りのボロコプターVC200プロトタイプを飛行した。 VC1は2011年10月21日に最初の飛行を行った。

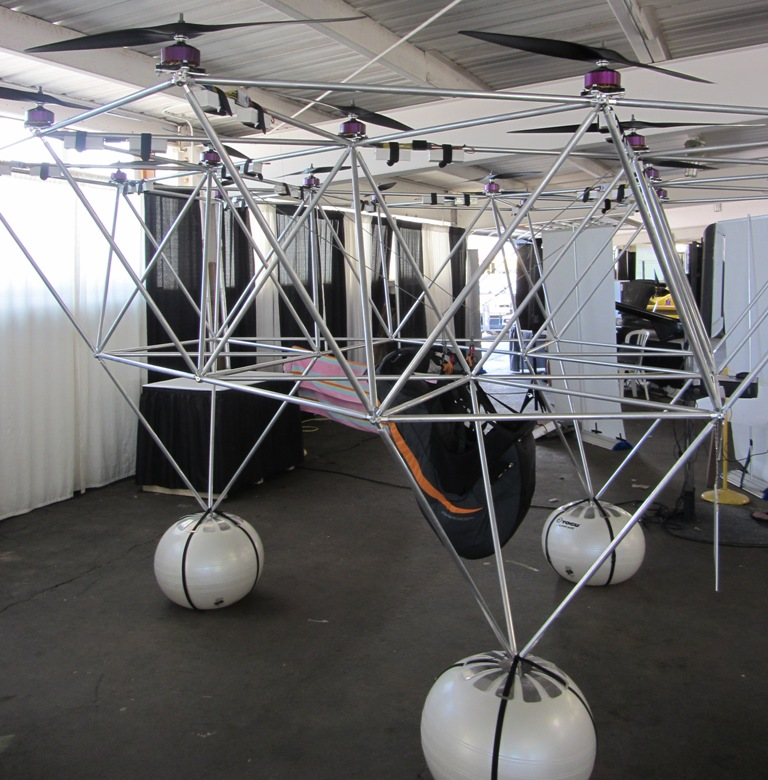
ボロコプターVC2

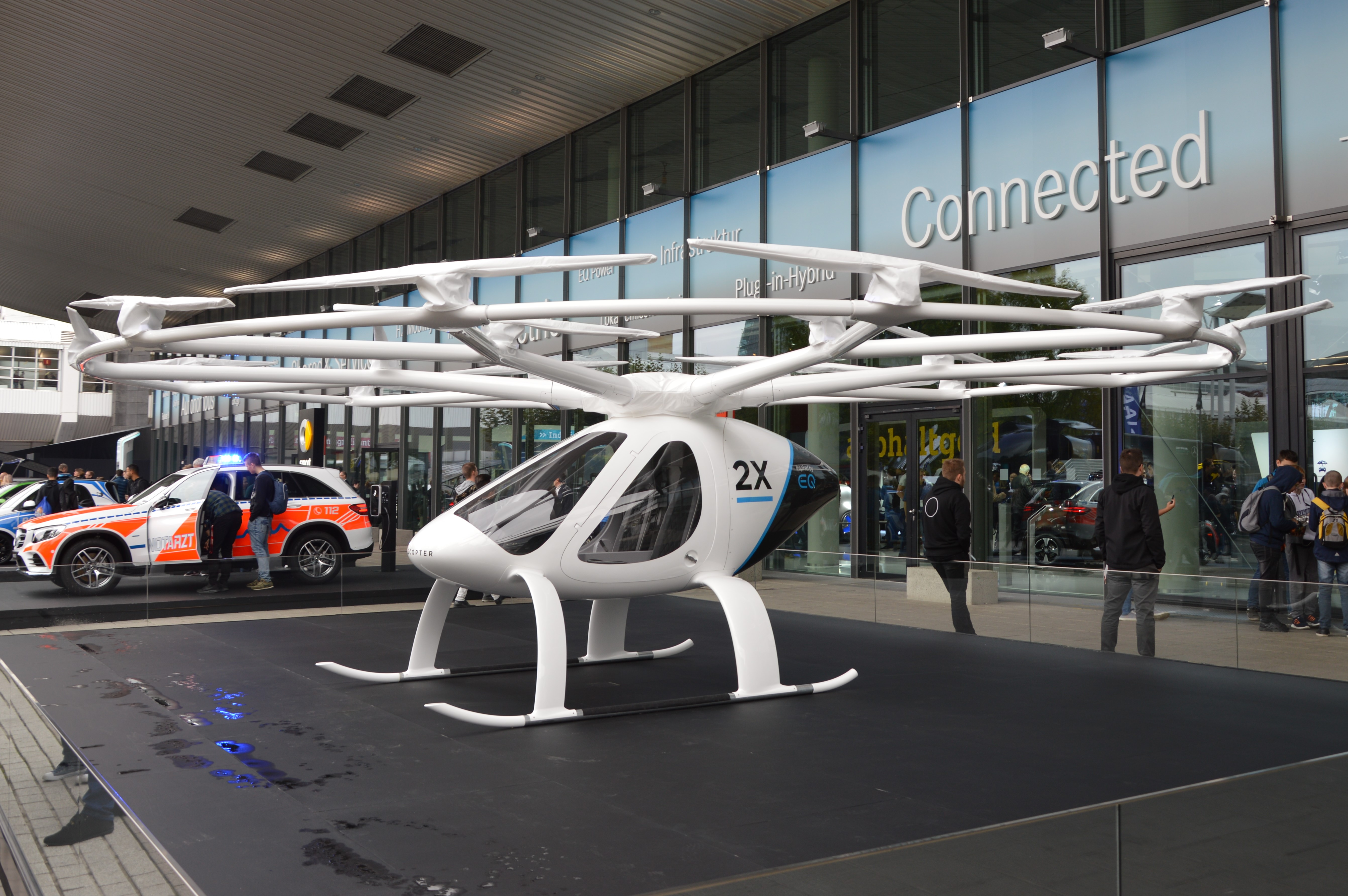
ボロコプター2X

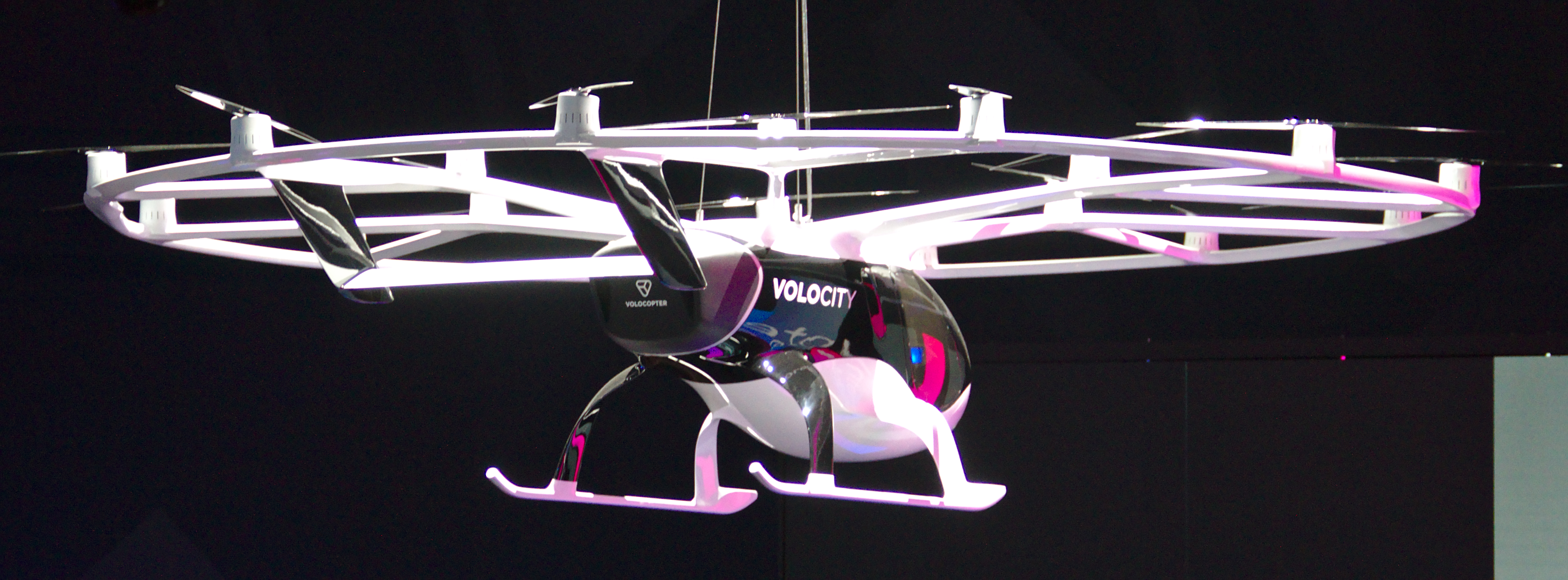
ボロシティ

2013年　ボロコプター2Xとなった2人乗りプロジェクトは2013年に開始され、2011年に飛行した初期の1人乗りのボロコプターVC2プロトタイプから発展した。 2人乗りのプロトタイプはVC-200として、派生生産モデルは2Xとして設計された。
ドイツの投資型クラウド・ファンディングのプラットフォームSeedmatchのウェブサイトで行われた2013年のオンライン募金活動では、2時間35分で500,000ユーロを集め、欧州連合での新記録を樹立し、調達資金はVC200プロトタイプの作成に使われた。
2018年　航空機は2018年4月に量産に入り、ドイツのグライダーメーカーとの契約に基づいて製作される。
2019年　2019年9月9日、ボルボ・カーズ、テラフージア、Lotus Carsの親会社でもある浙江吉利控股集団（Geely）が資金調達ラウンドを主導し、ボロコプターへの民間投資で5,500万ドルを調達した。2020年9月、ボロコプターは、将来エアタクシーサービスに使用するボロシティの販売前プロモーション飛行を開始した。
2019年10月21日、ボロコプターは「世界初のエアタクシー空港」を発表した。また、同社はシンガポール南部のマリーナベイ周辺でボロシティを実演した。同社はまた、シンガポールの配車サービス会社Grabと協力して実現可能性調査を実施した。このデモンストレーションはシンガポール政府に好評であり支援された。
同社は、交通省（MoT）、CAAS、経済開発庁（EDB）などのさまざまな政府当局と緊密に協力して、この地域での「エアタクシー」サービスのテスト飛行が許可され、最初に提案されたセントーサ島への飛行ルートを飛行した。このデモンストレーションは、今後数年の間に登場する新しい輸送サービスを人々が目の当たりにするのを促した。
試験飛行と、スカイポート社がシンガポールのマリーナベイエリア内にボロコプターと共同で建設したデモ用のバーティポートに関しては広くメディア報道され、当時の天候は少し薄暗かったものの、試験飛行が目撃され、多くの人々の関心を集めた。同社のeVTOL（電動垂直離着陸機）用のプロトタイプ空港は「Voloport」と呼ばれる。デモンストレーションの後、プロトタイプは解体され、次回の飛行での再配置のために移動された。
2021年　2021年1月、ドイツ自動車連盟（ADAC）が2023年の運用テスト用に2機のボロシティを予約。
2021年1月、同社は、今後3年以内に安全であると期待される場合、連邦航空局（FAA）が欧州航空安全機関（EASA）の型式証明書を同時に有効とする申請を受け入れたことを発表。同じ発表で、同社は、ニューヨーク、ロサンゼルス、サンフランシスコ、ワシントンDCなどの主要な大都市圏で、都市内エアタクシーサービスを提供するために、米国内でボロシティを飛行させることを検討していると公表。
2021年7月、DG Flugzeugbauを買収。
フライトシミュレーションゲームのMicrosoft Flight Simulatorともコラボレーションし、2021年11月に新たな機体としてボロシティが追加される予定である。
2021年12月24日、2025年に開催される予定の2025年日本国際博覧会（以下、「大阪・関西万博」）に向け、各省庁が取り組む「アクションプラン」の案がまとめられ、その中で、次世代空モビリティの社会実装に向けた実現プロジェクト（経済産業省）、空飛ぶクルマの実現に向けた環境整備の推進（国土交通省）が案に盛り込まれた。
アクションプラン案によれば、経済産業省が2022年度からドローンや空飛ぶクルマの運航管理に関する研究開発を進め、2023年度から実証実験をスタートさせるという。
2023年　2023年2月21日、JALは「大阪・関西万博」における未来社会ショーケース事業出展・スマートモビリティ万博「空飛ぶクルマ」の運航事業者に選定されたこと、機材としてボロシティを用いる予定であることを明らかにした。
2月27日、日本国際博覧会協会は、「大阪・関西万博」での空飛ぶクルマの2地点間運航を実現するため、会場外ポートや諸条件等を検討する、「大阪・関西万博　空飛ぶクルマ　準備会議（第1回）」を開催。
3月8日、ボロコプター社は「大阪・関西万博」での飛行を目指すボロシティの実物大模型を大阪市内で公開。グランフロント大阪で3月12日まで展示した。
6月20日、ボロコプター社はフランスのパリで2024年7月から開催される「パリ2024夏季オリンピック（2024年パリ五輪）」と、同年8月から開催される「2024年パリパラリンピック」の期間中、垂直離着陸可能な電動マルチコプター（eVTOL）による空中タクシーサービスを現地で一般提供すると発表した。
2024年にパリで行う空中タクシーサービスは、空港運営事業などを手がけるADPグループ（パリ交通公社）と共同で提供し、数機のボロシティを使い、発着場を5カ所設け、シャルル・ド・ゴール空港とル・ブルジェ空港を結ぶルートなど3ルート運航するとともに、ル・ブルジェ空港とパリのヘリポートを起点とする、遊覧飛行用の周回ルートも設定する予定であった。
12月13日、大阪湾からの高さ約50メートルを約5分間、ボロコプター2Xが周回する試験飛行が大阪市此花区の大阪ヘリポートであった。大阪・関西万博ではボロシティを使用する予定になっていたが、実証飛行では小型のボロコプター2Xが使用されている。
2024年　2024年7月9日、フランス政府は2024年パリ五輪にあわせて「空飛ぶタクシー」の離着陸場をセーヌ川の水上に建設することを承認し、官報で公布された。ボロコプター社のDirk Hoke CEO（最高経営責任者）は、フランスのエマニュエル・マクロン大統領が最初の乗客になることを望んでいたという。
五輪期間中は無料の試験運転としてパリ中心部を飛ばす計画だった。この計画に対し、パリ市のダビド・ベリアール助役（交通担当）は公共ラジオで「環境に悪く、大金持ちしか使えない。35キロの移動料金が130ユーロ（約2万2千円）もする」と述べ、パリ市議会は計画に反対してきたと強調。
8月11日にはヴェルサイユ宮殿の敷地内でeVTOLの試験飛行を実施。パリ地域での運用検証活動を終えたものの、パリ市が政令に異議を唱えて法的措置をとる方針と伝えられたこともあって、結局、ADP(パリ空港公社)は、大会に間に合わせるための欧州航空安全機関（EASA）からの認証を得ることができなかった。ボロコプター社は、火災に見舞われたノートルダム大聖堂が2024年12月に再オープンする際には、上空で乗客を乗せて飛行する許可を取りたいとしていた。
「大阪・関西万博」では目玉として「空飛ぶクルマ」の商用運行が予定されていた。しかし、参加を表明していた4社のうち丸紅とSkyDrive社が、限られた期間で幅広い審査項目に対応するのは難しいとして、商用運行の前提となる性能や部品の安全性について国の承認を得る耐空証明の取得を断念し、商用運行からデモ飛行に切り替えると発表する中、9月25日、JALとANAも商用飛行を断念する方向で調整が進められているとの報道がなされた。
9月26日、日本国際博覧会協会は「大阪・関西万博 空飛ぶクルマ 準備会議（第4回）」を開催。デモ飛行に関して日本航空（JAL）が単独で行うとしていた運航事業を、JALと住友商事が2024年6月に共同設立した新会社Soracle（ソラクル）が継承すること、使用機体をボロシティから、米Archer Aviation（アーチャー・アビエーション）の固定翼型機体Midnight（M001）に変更することを発表した。（2025年3月29日、日本航空と住友商事はデモ飛行自体についても断念する方向で調整を進めているとの報道がなされている。）
12月30日、ボロコプター社はドイツ南西部カールスルーエの区裁判所に対し12月26日に破産手続の開始を申請したと発表した。「破産手続き以外に通常事業を維持する有効な解決策を見いだすことが不可能だった」ため。今後は管財人の管理下で事業を続けながら、資金の確保を目指すという。

## 航空機
ボロコプターが設計・製造した全製品の概要：
空飛ぶクルマ
- ボロコプターVC1（プロトタイプ）
- ボロコプターVC2（プロトタイプ）
- ボロコプターVC200（プロトタイプ）
- ボロコプター2X（VC-200の派生生産モデル）
- ボロシティ（2人乗りのマルチコプター型の機体）
- ボロコネクト（2021年に発表された固定翼付きの機体）

空飛ぶクルマ専用の離着陸場
- ボロポート

ドローン
- ボロドローン

アプリ
- VoloIQ